# Gustavo Blanco Leschuk
 (décembre 2023).
Si vous disposez d'ouvrages ou d'articles de référence ou si vous connaissez des sites web de qualité traitant du thème abordé ici, merci de compléter l'article en donnant les références utiles à sa vérifiabilité et en les liant à la section « Notes et références ».
Gustavo Ezequiel Blanco Leschuk, (né le 5 novembre 1991 à Las Heras dans la Province de Mendoza), est un footballeur argentin évoluant au poste d'attaquant au Foolad FC.

## Biographie
Gustavo Blanco Leschuk naît le 5 novembre 1991 à Las Heras en Argentine. Il possède des origines ukrainiennes. Blanco est formé à l'Arsenal de Sarandí.
Blanco dispute son premier match professionnel le 8 mars 2011 contre l'Independiente lors d'une victoire 3-0 en Primera División. Le 11 juin suivant, il marque face à Colón et offre un succès 0-1 à l'extérieur. Blanco clôt la saison avec un but en huit matchs.
Blanco rejoint l'Anji Makhatchkala en 2014 mais ne prend part à aucun match avec l'équipe russe. Il signe donc plus tard dans l'année au Wydad Casablanca et y joue cinq matchs. Ce bref passage marocain le voit tout de même soulever un trophée en remportant le championnat du Maroc en 2015.
Blanco s'engage en 2015 à l'Assyriska FF. Il évolue alors en deuxième division suédoise et se montre très vite à son aise dans un championnat plus abordable. L'argentin marque dix buts puis signe au Karpaty Lviv l'année suivante, évoluant dans son pays d'origine, l'Ukraine.
Blanco découvre la Premier-Liha le 5 mars 2016 au cours d'un nul contre le Tchornomorets Odessa. Il ouvre son compteur en championnat le 23 avril et participe à une victoire 3-0 aux dépens du Zakarpattya Oujhorod.
Sa deuxième saison au club débute sur des bases solides et Blanco inscrit sept buts en championnat en dix-sept rencontres. Ses performances conduise le Chakhtar Donetsk, club mythique du pays, à se procurer ses services en janvier 2017.
Malgré des performances correctes avec le Chakhtar, Blanco est prêté au Málaga CF pour la saison 2018-2019.
L'Argentin s'engage en faveur de l'Antalyaspor en août 2019. Blanco joue son premier match de Süper Lig le 31 août 2019 contre Konyaspor (2-2). Il marque un but le 14 septembre face au Kayserispor lors d'un match nul 2-2.

## Palmarès
Arsenal de Sarandí
- Championnat d'Argentine : 
  - Champion : 2012 (clausura)

 Wydad Casablanca
- Championnat du Maroc
  - Champion : 2015

 Chakhtar Donetsk
- Championnat d'Ukraine: Champion en 2017, 2018 et 2020
- Coupe d'Ukraine: Vainqueur en 2017 et 2018
- Supercoupe d'Ukraine: Vainqueur en 2018[3],[4]